# متزنجن
متزنجن (بالإنجليزية: Metzingen)‏ هي مدينة ألمانية متوسطة الحجم يقطنها قرابة 22 ألف نسمة، تقع في ولاية بادن فورتمبيرغ في جنوب غرب ألمانيا قرب جبال الألب الشفابية و مدينة رويتلينغن، على بعد 30 كيلومترا جنوب شتوتغارت. المدينة تابعة لمنطقة شتوتغارت الحضرية و تتوسط منطقة نيكار-ألب . تشتهر المدينة على الصعيد الوطني بنقاط بيع فائض الإنتاج وسلع النخب الثاني رخيصة الثمن المنتشرة فيها بكثرة.

## الجغرافيا

### الموقع الجغرافي
تقع مدينة متزنجن عند مدخل نهر إيرمست، وتحيط بها المزارع، الكروم والبساتين الشائعة بهذه المنطقة. تقع على بعد حوالي 30 كم جنوب شتوتغارت. المدينة المجاورة من الغرب لريوتلنجن تقع على بعد 7 كم. كل من المدينة وحوالي 80,2 % من مناطقها جزء من منطقة المحيط الحيوي لشفابيان ألب.

### الجيولوجيا
متزنجن محاطة بالجبال البركانية و أطناف جبال الألب الشفابية. أرض جبال الجورا (بالألمانية:Juragebirge) مليئة بالأحافير. بالإضافة إلى ذلك، يقع جبل آخالم (بالألمانية: Achalm)، الذي يعادل ارتفاعه 706.5 متر فوق مستوى سطح البحر ، على بعد حوالي 6 كم من المدينة ويعرف أيضا باسم «تزويجنبيرغ» (Zeugenberg)، والذي تشكل بفعل تزحزح أطناف جبال الألب.
في الاتجاه الشمالي الشرقي يوجد جبل يوزي (بالألمانية: Jusi )، الذي يعادل ارتفاعه 672.6 م فوق مستوى سطح البحر، في قرية كولبرج المجاورة، والذي يعد سمة مميزة أخرى من مميزات المنطقة. كما يعد جبل آوسزيشت (بالألمانية: Aussichtsberg ) المليء بنباتات الخلنج أكبر عنق بركاني بين براكين جبال الألب الشفابية.

### المناطق المجاورة
تقع المدن والتجمعات السكنية التالية على حدود مدينة متزنجن، تم ذكرها بدءأً من الجهة الشمالية و بإتجاه عقارب الساعة، جميعها تنتمي لمنطقتي رويتلنجن (بالألمانية: Reutlingen) و إيزلنغن (بالألمانية: Esslingen).
ريدريش (بالألمانية: Riederich) ، جرافينبيرج (بالألمانية: Grafenberg) ، كولبيرج (بالألمانية: Kohlberg) ، نويفين (بالألمانية: Neuffen ) ، ديتينجن الواقعة على نهر إرمز (بالألمانية: Dettingen an der Erms)، سانت يوهان (بالألمانية: St. Johann,) ، إنينجن-أخالم (بالألمانية: Eningen unter Achalm) و روتلينجن (بالألمانية: Reutlingen).

### التخطيط المكاني
تتوسط متزنجن مركز منطقة نيكارـ ألب، والتي تضم منطقتها المركزية، إلى جانب متزنجن، المدن والمناطق السكنية التابعة لكل من: باد أوراش(بالألمانية: Bad Urach)، ديتينجن الواقعة على نهر إيرمز(بالألمانية: Dettingen an der Erms)، جرابينشتيتن (بالألمانية: Grabenstetten) ، جرافينبيرج (بالألمانية: Grafenberg ) ، هولبن (بالألمانية: Hülben )، ريديريتش (بالألمانية: Riederich ) وروميرشتاين في منطقة ريوتلنجن(بالألمانية: Römerstein).

### المناطق المحمية
تعتبر المنطقة الشمالية الشرقية للمدينة، والمناطق الواقعة حول فلورياسبيرغ (بالألمانية: Floriansberg) وقمم فاينبيرغ (بالألمانية: Weinberg) و هوفبول (بالألمانية: Hofbühl) بالإضافة إلى ألبتراوف (بالألمانية: Albtrauf) القريبة من جليمز (بالألمانية: Glems) جزءًا من مناطق المحمية الطبيعية التابعة لرويتلنغر (بالألمانية: Reutlinger) و أوراشر ألب (بالألمانية: Uracher Alb). بالإضافة إلى ذلك، للمدينة أنصبة من توجيه الموائل، أو ما يعرف بالFFH، الخاص بمنطقة ألب فورلاند (الألمانية: Albvorland ) إلى جانب إلى كل من موزنجن (بالألمانية: Mössingen ) و رويتلنجن (بالألمانية: Reutlingen) و أوراشير تالشبيني (بالألمانية: Uracher Talspinne) وكذلك في محمية الطيور الواقعة في مركز منطقة الألب الشفابية. حوالي ثلاثة أرباع المنطقة الحضرية الخاصة بالمدينة تنتمي إلى منطقة المحيط الحيوي لجبال الألب الشفابية.

## التاريخ

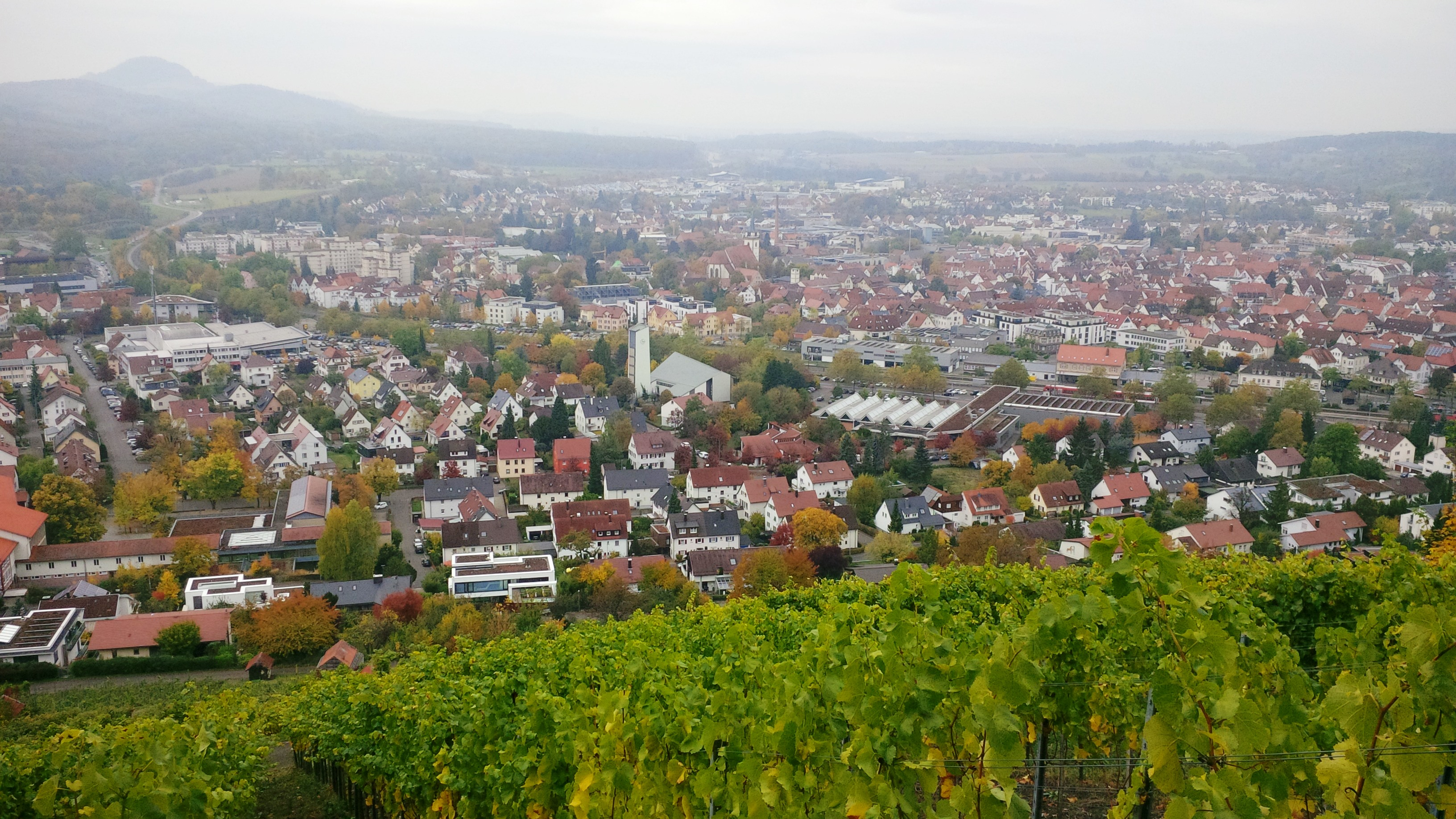
إطلالة فاينبيرغ على متزنجن

على أراض مدينة متزنجن الحالية كانت توجد مستوطنة رومانية، عثر على بقايا آثارها قرب إيرمزوفر (بالألمانية: Ermsufer) على الطرق المؤدية لكل من روي (بالألمانية :Roih )، ماورن ( بالألمانية: Mauren ) و باومغارتنفازن (بالألمانية: Baumgartenwasen). اسم المستوطنة كان آرميسيوم ( بالرومانية: Vicus Armis(s)ium) كما وُجد مدوناً على نقش أثري، يذكر النقش أيضا أعضاء معبد إيرمس (بالرومانية: confanesses armisses). تدمرت المستوطنة خلال فترة اللايمزفال (بالألمانية: Limesfall )، التي تخلى فيها الرومان عن الأراض الواقعة قرب نهري الراين والدانوب. استيطان المدينة خلال فترة عصر الهجرات ما يزال غير واضح.

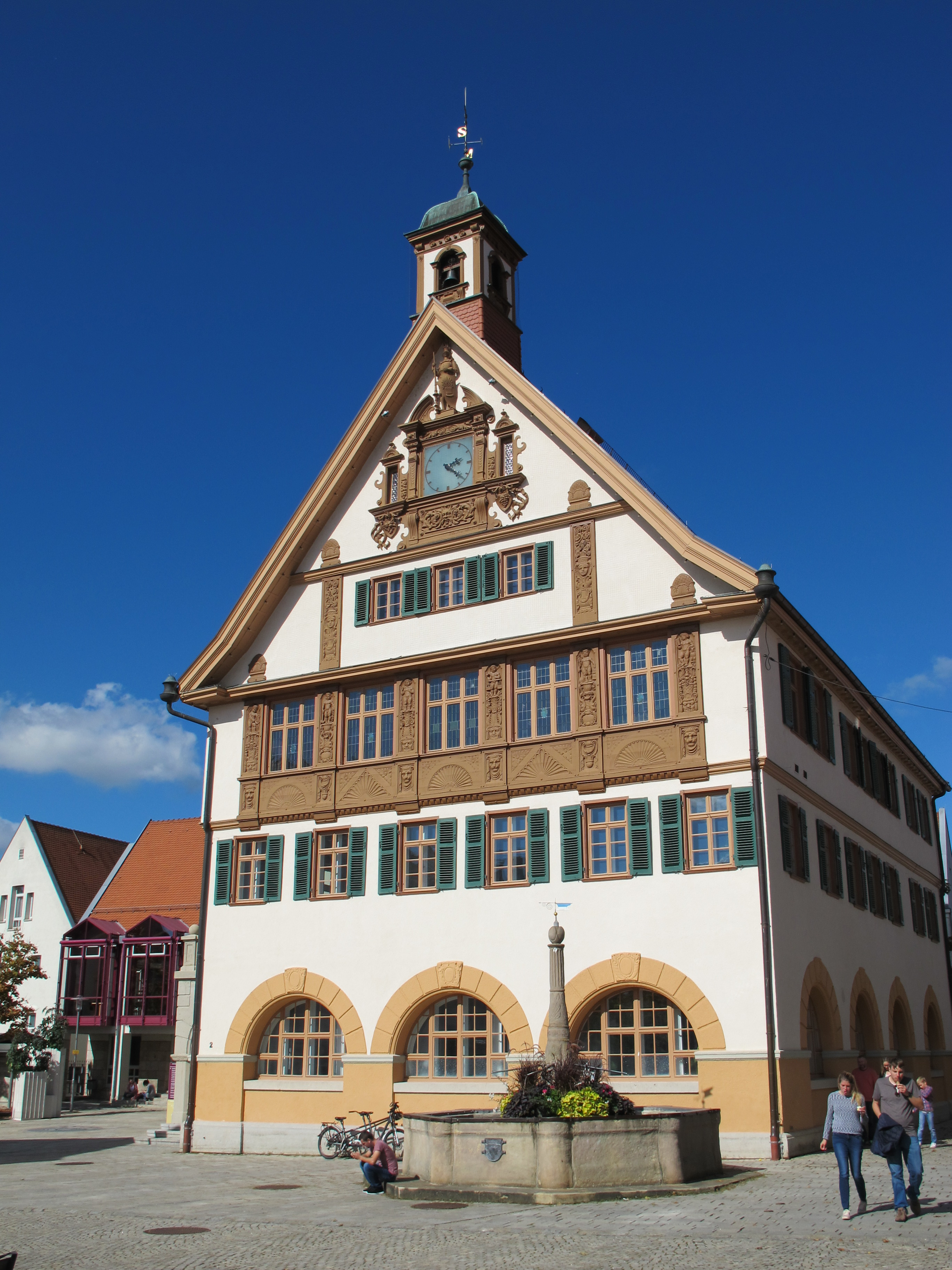
مبنى بلدية متزنجن من العام 1668

ذُكرت متزنجن في العصور الوسطى لأول مرة في وثيقة تعود للعام 1075. في عام 1089 وقعت نصف مساحة المدينة تحت حكم كونت غرونينغن، و في عام 1317 تولى حكمها كونت فورتمبرغ. في العام 1489 أنشأ الكونت إبرهارد في متزنجن مكتب فرعي تابع لمكتب مدينة أوراخ، و في العام 1562 تم بناء مبنى البلدية الخاص بالمدينة. بفضل المناخ اللطيف للمدينة زُرعت مساحات واسعة من الأرض بكروم العنب، ما ادى إلى زيادة سريعة في مستوى الرفاهية في المدينة مع مطلع عام 1600. بسبب حرب الثلاثين عام تدمرت المدينة بشدة، بعد ذلك بوقت قصير أنتشر الطاعون ما ادى إلى موت ما يقارب ثلثي سكان المدينة. من العام 1635 و حتى 1648 كانت متزنجن، مع فترات انقطاع قصيرة، جزءًا من تعهد آخالم أي انها كانت خاضعة لحكم عائلة هابسبورغ النمساوية. بعد صلح وستفاليا عادت المدينة أخيرا جزء من فرتمبرغ.
بعد العام 1700 استوطنت اولى شركات النسيج و الدباغة في متزنجن. بسبب إزدهار الصناعة شهدت المدينة أيضا نمواً سريعا في التعداد السكاني مع مطلع العام 1800، وبين العامين 1820/1824 بُني أول مصنع للنسيج في متزنجن.
عندما أُعيد تنظيم مملكة فورتمبيرغ الفتية في بداية القرن التاسع عشر ، نجا مكتب أوراش الأعلى من الإصلاح الإداري وظلت متزنجن جزءًا من هذا المكتب حتى عام 1938. في العام 1831 أعطى الملك فيلهيلم الأول متزنجن أمتيازات البلدة بناء على طلب رؤساء الطوائف والنقابات الحرفية. عام 1859 ، رُبطت متزنجن بشبكة السكك الحديدية الملكية لولاية فورتمبيرغ خلال افتتاح القسم الأول من سكة حديد بلوشينجن - إميندينجن، مما أدى إلى انتعاش الاقتصاد المحلي. خلال إعادة التنظيم في فترة الحكم الإشتراكي الوطني على المدينة، تم فض مكتب أوراش الأعلى، والذي كان يُسمى بدائرة أوراش منذ عام 1934، ونُسبت بذلك متزنجن إلى منطقة رويتلنجن. عام 1945 خضعت المدينة للإحتلال الفرنسي بسبب تقسيم الأراضي الألمانية بعد خسارتها في الحرب العالمية الثانية. منذ عام 1947 ، كانت المدينة تابعة لولاية فورتمبيرغ-هونتزولرن وفي العام 1952 أصبحت تتبع المنطقة الإدارية في فرتمبيرج-هونتزولرن الجنوبية في ولاية بادن فورتمبيرغ التي تأسست حديثًا.
خلال الإصلاحات الإقليمية في السبعينيات ، دُمجت كل من مدينة نويهاوزن الواقعة على نهر إيرمس مع متزنجن في 1 أبريل 1971 و مدينة جليمز في 1 يناير 1975، هذا ما أعطى المنطقة حجمها الحالي. تجاوز عدد سكان متزنجن حد ال 20000 نسمة في عام 1990، بعد ذلك تقدمت إدارة المدينة بطلب بترقيتها لتصبح بلدة رئيسية، أقرّت حكومة ولاية بادن فورتمبيرغ بذلك اعتبارًا من 1 أكتوبر 1990.

### النمو السكاني
التعداد السكاني في المناطق الرئيسية التابعة لمدينة متزنجن حسب نتائج مكتب الإحصاء .
| السنة            | التعداد السكاني |
| ---------------- | --------------- |
| 1383             | 150             |
| 1470             | 1.230           |
| 1598             | 2.030           |
| 1661             | 1.196           |
| 1763             | 2.214           |
| 1803             | 3.146           |
| 1849             | 4.371           |
| 1861             | 4.318           |
| 1. ديسمبر 1871 ¹ | 4.706           |
| 1. ديسمبر 1880 ¹ | 5.360           |
| 1. ديسمبر 1900 ¹ | 5.460           |
| 1. ديسمبر 1910 ¹ | 6.337           |
| 16. يوليو 1925 ¹ | 6.587           |
| 16. يوليو 1933 ¹ | 7.041           |
| 17. مايو 1939 ¹  | 7.752           |

| السنة             | التعداد السكاني |
| ----------------- | --------------- |
| 13. سبتمبر 1950 ¹ | 9.660           |
| 6. يوليو 1961 ¹   | 11.819          |
| 27. مايو 1970 ¹   | 14.475          |
| 31. ديسمبر 1975   | 19.224          |
| 31. ديسمبر 1980   | 19.473          |
| 25. مايو 1987 ¹   | 19.468          |
| 31. ديسمبر 1990   | 20.754          |
| 31. ديسمبر 1995   | 21.447          |
| 31. ديسمبر 2000   | 21.679          |
| 31. ديسمبر 2005   | 21.983          |
| 31. ديسمبر 2010   | 22.035          |
| 31. ديسمبر 2015   | 21.612          |
| 31. ديسمبر 2016   | 21.721          |
| 31. ديسمبر 2017   | 21.845          |

¹ نتائج التعداد السكاني

¹ التغيرات الواقعة على النمو السكاني في متزنجن من عام 1383 و حتى 2017

## السياسة

### المجتمع الإداري
يوجد مجتمع إداري مشترك بين مدينة متزنجن وبلديتي ريدريش وغرافينبيرغ منذ 1 يوليو 1975.

### المجلس البلدي
يضم المجلس البلدي في متزنجن 24 عضواً. أدت الانتخابات المحلية في 26 مايو 2019 إلى ما يلي: يتألف المجلس البلدي من أعضاء المجالس المتطوعين المنتخبين ورئيس البلدية كرئيس للمجلس كما يحق لرئيس البلدية التصويت في المجلس البلدي.
| الأحزاب وجماعات الناخبين | الأحزاب وجماعات الناخبين             | % 2019 | المقاعد 2019 | % 2014 | المقاعد 2014 |
| FW                       | الجمعية الانتخابية الحرة             | 31,1   | 8            | 29,1   | 7            |
| CDU                      | الإتحاد الديموقراطي المسيحي الألماني | 25,2   | 6            | 29,5   | 7            |
| GRÜNE                    | تحالف الخُضر                          | 24,5   | 6            | 15,8   | 4            |
| FDP                      | الحزب الديموقراطي الحر               | 11,3   | 3            | 12,1   | 3            |
| SPD                      | الحزب الإشتراكي الديمقراطي الألماني  | 7,9    | 2            | 13,5   | 3            |
| المجموع                  | المجموع                              | 100,0  | 25           | 100,0  | 24           |
| المشاركة الإنتخابية      | المشاركة الإنتخابية                  | 51,3 % | 51,3 %       | 43,5 % | 43,5 %       |

يوجد في متزنجن مجلس للشباب منذ عام 2000 يضم حاليًا 18 عضوًا.

### رئيس البلدية
ترأس متزنجن في بادئ الأمر عمدة يتم تعيينه من قبل الحكام الأعلى منصباً وظيفته تحصيل الضرائب و ضمان مراعاة الإلتزامات الأخرى، لكن في القرن الخامس عشر قام موظفوا المكتب المدني لأوراخ ( بالألمانية: Urach) بتنحيه عن مهامه شيئاً فشيئاً وظل الحال على ما هو حتى تم إعادة تعيينه في القرن التاسع عشر. منذ مطلع عام 1934 تغير مفهوم العمدة عن ذي قبل وأصبح تعيينه يتم من خلال الإقتراع، و بعد أن تم ترقيه متزنجن إلى مقاطعة مستقلة عام 1990 تغير لقب العمدة إلى رئيس البلدية. تستمر دورة رئيس البلدية في الوقت الحالي لمدة ثمان سنوات. كان من المفترض ان تستمر فترة ولاية ديتير هاوسفيرت (بالألمانية: Dieter Hauswirth) إلى 30 حزيران 2015، إلا انه في 31 آب 2008 أعلن استقالته بعد الإستفتاء الشعبي الذي أعترض فيه الغالبية على بناء منشأة لوجستيه أخرى لشركة Hugo Boss AG على أراض المدينة. في الثامن من شهر شباط عام 2009 انتُخب أولريش فيدلير (بالألمانية: Ulrich Fiedler) كرئيس للبلدية في الإقتراع الثاني، إذ بلغ عدد الأصوات المؤيدة 93٪ مع إقبال 40,9٪ من الناخبين.

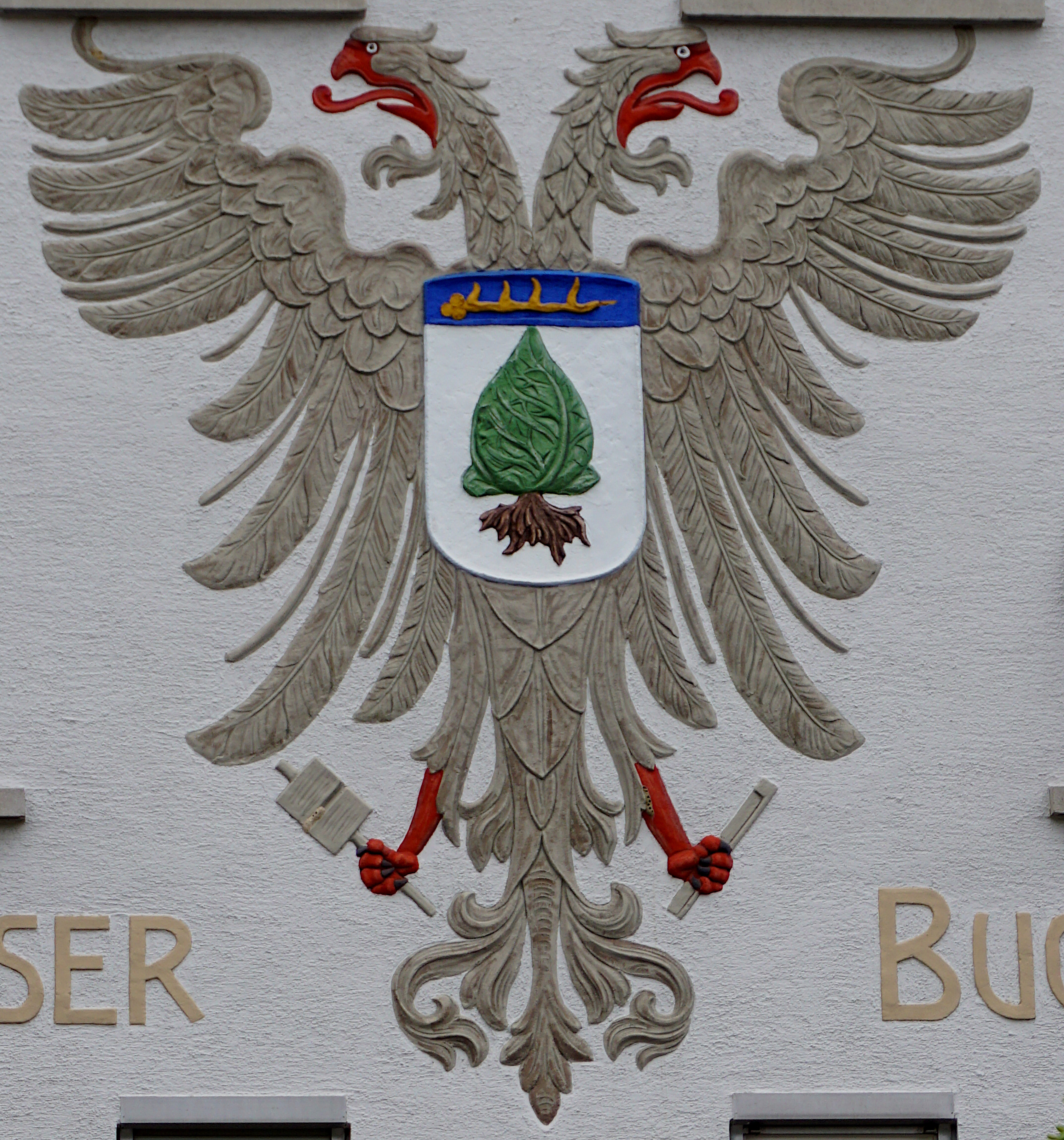
شعار مدينة متزنجن على جدران أحد البيوت

| - 1804–1822: كريستينا فريدريك كورست - 1822–1837: جورج فريدريك جوسمان - 1837–1864: ياكوب ميشائيل بيك - 1864–1878:كريستينا هيس - 1878–1910: فريدريك كاسبر - 1910–1934: فيلهيلم كارل | - 1934–1937: ايرنست نويهاوز - 1938–1946: اوتو ديبر - 1946–1949: جوتلوب بريشتل - 1949–1955: فيلي شميد - 1955–1961: اوتو دبير - 1961–1983: ادوارد كال - 1983–1999: جوتارد هيرزش - 1999–2008: ديتر هاوسفيرت - seit 2009: اولريش |

### شعار المدينة
يظهر في الجزء العلوي لشعار مدينة متزنجن درع فضي اللون، في داخله قرن غزال باللون الذهبي، وفي وسطه الدرع رأس ملفوف أخضر، الذي يطلق عليه شعب متزنجن اسم «رئيس الأعشاب». علم المدينة لونه أزرق وأبيض ويتم استخدام منذ القرن التاسع عشر. منح الدوق يوهان فريدريش فون فورتمبيرغ (بالألمانية: Johann Friedrich von Württemberg ) الشعار للمدينة في عام 1616. ترمز قرون الغزال إلى الانتماء إلى فورتمبيرغ، و يعد رأس الملفوف من رموز المدينة المهمة، إذ انه كان السكان واعضاء محكمة المدينة يرتدون خواتم عليها رسم لرأس ملفوف، بالرغم من ان السبب وأصل هذا الرمز غير معروفين.

### المدن الشقيقة
- مدينة نويون (بالفرنسية: Noyon) الفرنسية منذ عام 1979.
- مدينة هكسهام (بالإنجليزية: Hexham) البريطانية منذ عام 1989.
- مدينة ناجيكالو (بالهنجارية: Nagykálló) المجرية منذ عام 1992.

## أعلام
- هوغو بوس
- كلاوس كينكل